# Орландо (аэропорт)
Международный аэропорт Орландо (англ. Orlando International Airport) (ИАТА: MCO, ИКАО: KMCO, FAA LID: MCO) — один из основных коммерческих гражданских аэропортов Соединённых штатов Америки. Расположен в десяти километрах к юго-востоку от центра города Орландо (Флорида). В 2017 году пропустил 44 611 265 пассажиров, что делает его самым загруженным аэропортом в штате Флорида и одиннадцатым по загруженности аэропортом в Соединенных Штатах.
Аэропорт Орландо является дополнительным хабом для авиакомпании AirTran Airways и одним из главных пунктов в маршрутных сетях авиакомпаний Southwest Airlines и JetBlue Airways. Несмотря на то, что AirTran Airways считает своим главным хабом Международный аэропорт Хартсфилд-Джексон в Атланте (Джорджия), штаб-квартира авиакомпании и её коммерческий центр находятся именно в Международном аэропорту Орландо. Бюджетный перевозчик Southwest Airlines в настоящее время является крупнейшим оператором аэропорта Орландо, обеспечивая около 20 % всего объёма перевозок в аэропорту по данным статистики за 2006 год.
Собственный код ИАТА MCO аэропорт Орландо получил по прежнему названию «Военно-воздушная база Маккой» (англ. McCoy Air Force Base), названной так Командованием стратегической авиацией США в честь командира 321-го крыла бомбардировщиков полковника Майкла Нормана Райта Маккоя (англ. Colonel Michael Norman Wright McCoy), служившего на этой базе (с прежним названием Pinecastle Air Force Base) во время Второй мировой войны и после неё. Маккой погиб в 1957 году в катастрофе бомбардировщика Боинг Б-47 «Стратоджет» во время проведения Командованием стратегической авиацией ежегодных учений по бомбометанию и навигации. В следующем году авиабаза «Пайнкасл» была переименована в «Военно-воздушную базу Маккой», где позднее базировались крыло бомбардировщиков Боинг Б-52 «Стратофортресс» и транспорты-заправщики Боинг КС-135 «Стратотанкер».
В начале 1960-х годов возникла необходимость использования реактивной коммерческой авиации для массовых перевозок пассажиров из Орландо и близлежащих районов, в связи с чем Военно-воздушная база «Маккой» была определена как аэропорт совместного базирования военной и гражданской авиации. После окончания Войны во Вьетнаме полёты военных самолётов с авиабазы «Маккой» были прекращены и в начале 1975 года сама авиабаза была закрыта. Некоторое время аэропорт назывался «Реактивный аэропорт Орландо-Маккой», а затем получил своё нынешнее название «Международный аэропорт Орландо». Местные шутники называют его «Офис Микки» по причине близкого расположения Диснейуорлда, а также по соответствию первых букв «Mickey’s Corporate Office» («Офис Микки») коду ИАТА аэропорта MCO.
На территории Агломерации Орландо помимо Международного аэропорта Орландо находятся четыре крупных аэропорта: Международный аэропорт Орландо/Санфорд (SFB), Международный аэропорт Дейтона-Бич (DAB), Международный аэропорт Мельбурна (MLB) и Международный аэропорт Тампа (TPA).

## История
Вплоть до 1974 года территория аэропорта и сам аэропорт находились в распоряжении командования Военно-воздушными силами США, в ведении которых находилась и военно-воздушная база, размещавшаяся в аэропорту. Объект военного базирования был построен во время Второй мировой войны как вспомогательный армейский аэродром Пайнкастл (англ. Pinecastle Army Airfield) к основной военно-воздушной базе, в настоящее время известной как Административный аэропорт Орландо. В конце войны аэродром Пайнкастл короткое время использовался на испытаниях бездвигательного планирования экспериментального самолёта Bell X-1, сбрасываемого с бомбардировщика Boeing B-29 Superfortress. Впоследствии полигон испытаний был перенесён в зону военного аэродрома Марок (англ. Muroc Army Airfield), ныне — авиабаза Эдвардс, где впервые в мире была достигнута сверхзвуковая скорость полёта. В период Корейской войны авиабаза Пайнкастл получила своё второе развитие в качестве базы самолётов Командования стратегической авиацией (SAC) Boeing B-47 Stratojet и KC-97 Stratotanker. Позднее авиабаза Пайнкастл была переименована в «Военно-воздушную базу Маккой», на которой размещались бомбардировщики Боинг Б-52 «Стратофортресс», транспорты-заправщики Боинг КС-135 «Стратотанкер» и самолёты раннего предупреждения EC-121 Warning Star.
Во время Карибского кризиса в октябре 1962 года авиабаза Маккой становится главной оперативной базой для разведывательных самолётов Lockheed U-2 (включая самолет единственной жертвы Карибского кризиса, Рудольфа Андерсона), работавших в районе Кубы, а также аэропортом базирования для более чем 120 самолётов North American F-100 Super Sabre и истребителей-бомбардировщиков Republic F-105 Thunderchief. После окончания Карибского кризиса и вплоть до 1973 года на авиабазе Маккой размещалось разведывательное крыло Lockheed U-2 численностью до 100 самолётов.

### Пассажирские перевозки

Схема Федерального управления гражданской авиации США — Международный аэропорт Орландо

С появлением первого поколения реактивных пассажирских лайнеров, таких как Boeing 707, Boeing 720, Douglas DC-8 и Convair 880, стало очевидно, что существующие длина и состояние взлётно-посадочной полосы в аэропорту Орландо Херндон не позволяют принимать реактивные коммерческие самолёты. Сам аэропорт Херндон находился между озёр с одной стороны и жилой и офисной застройкой — с другой, поэтому дальнейшее расширение взлётно-посадочной полосы аэропорта было признано нецелесообразным и в 1962 году между ВВС США и Администрацией Орландо была достигнута договорённость об использовании авиабазы Маккой в качестве аэропорта совместного базирования военной и гражданской авиации. Военные передали бывший ангар большой крылатой ракеты AGM-28 Hound Dog, а также всю связанную с данным ангаром инфраструктуру в северо-восточной части авиабазы в распоряжение гражданского руководства и для проведения работ по реконструкции военных объектов в пассажирские терминалы аэропорта. Муниципалитет Орландо, при этом, должен был взять на себя расходы по строительству ангара под ракеты в западной части аэропортового комплекса. После запуска новых военных и гражданских объектов коммерческий аэропорт стал называться Реактивный порт Орландо, а соглашение по совместному базированию стало в США образцом для следующих договоров аналогичного плана.
В 1971 году в аэропорту Орландо открылись регулярные пассажирские рейсы авиакомпаний Delta Air Lines, Eastern Air Lines, National Airlines и Southern Airways. Авиабаза ВВС Маккой была закрыта в начале 1973 года в рамках сокращения вооружений после окончания Вьетнамской войны. В следующем году было расформировано 321-е крыло бомбардировщиков ВВС США, его самолёты B-52D Stratofortress и KC-135A Stratotanker переведены в другие подразделения Командования стратегической авиацией США, а бо́льшая часть военных объектов авиабазы в период с конца 1974 по начало 1975 года была передана в управление муниципалитета города Орландо. Часть военной инфраструктуры, тем не менее, была сохранена и находится под охраной вооружённых сил для обеспечения функционирования военно-морского учебного центра Орландо и подразделений Национальной гвардии США.
В 1975 году состоялся окончательный вывод военного контингента из аэропорта. В том же году муниципалитет города Орландо и фонды реконструкции и развития создали совместную компанию Greater Orlando Aviation Authority (GOAA), основной задачей которой стало управление работой аэропорта Орландо и Административного аэропорта, а также надзорные функции за строительством, реконструкцией и модернизацией обоих аэропортовых комплексов. Аэропорт Орландо получил своё нынешнее название «Международный аэропорт Орландо» в конце 1976 года, однако сохранил свои прежние идентификаторы ИАТА (MCO) и ИКАО (KMCO).
В 1978 году началось строительство пассажирских терминалов 1, 2 и 3, все три здания были сданы в эксплуатацию в 1981 году. Через три года введён в действие сектор международных операций, разместившийся в здании терминала 1 аэропорта. В 1986 году начались финансируемые за счёт коммерческих структур комплексные работы по строительству взлётно-посадочной полосы 17/35 (ныне — 17R/35L), которая была официально открыта в 1989 году.
В 1990 году открылся пассажирский терминал 4, содержащий конкорс международных рейсов. Терминал 3, известный также как Северный Терминальный комплекс, был сдан в эксплуатацию в 2000 году и реконструирован с существенным расширением зоны выхода на посадку в 2006-м. В 2003 году открыта взлётно-посадочная полоса 17L/35R, общее число ВПП Международного аэропорта Орландо достигло четырёх единиц.
По данным статистики в 1978 году услугами аэропорта воспользовалось 5 млн. пассажиров, в 2000 году данный показатель достиг значения в 30 млн. человек, в 2017 году – более 44 млн. человек. В настоящее время Международный аэропорт Орландо занимает общую площадь в 60 квадратных километров и является третьим по площади аэропортом Соединённых Штатов (после Международного аэропорта Денвера и Международного аэропорта Даллас/Форт-Уэрт). Орландо также содержит вторую по высоте в Северной Америке вышку управления воздушным движением (диспетческую вышку).

### Настоящее время

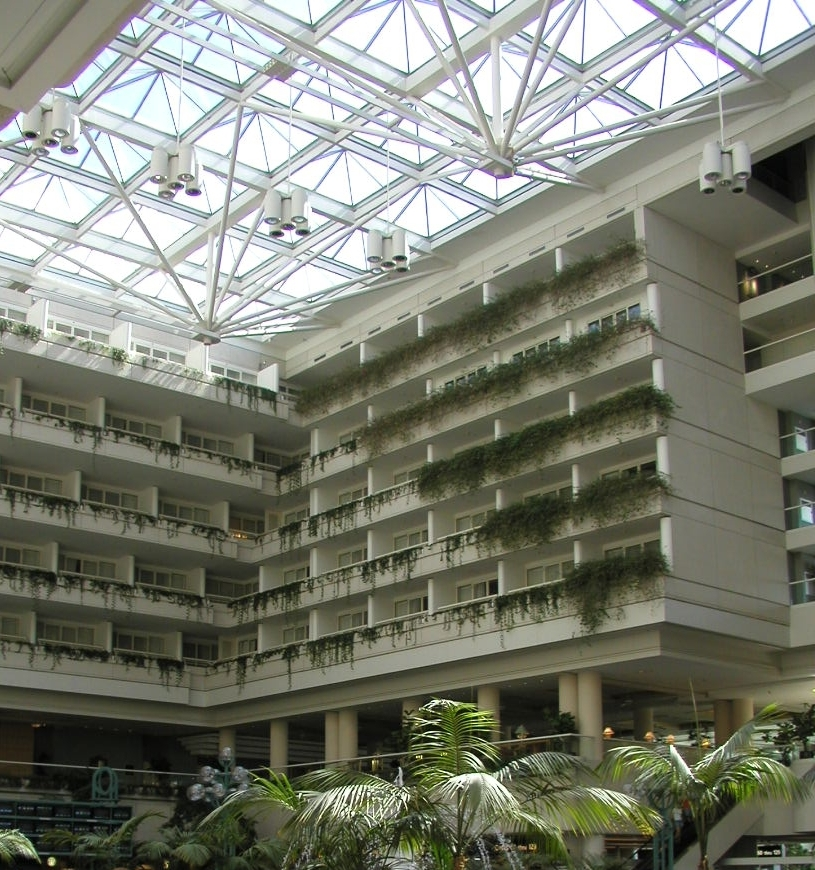
Гостиничные номера отеля в здании пассажирского терминала Международного аэропорта Орландо

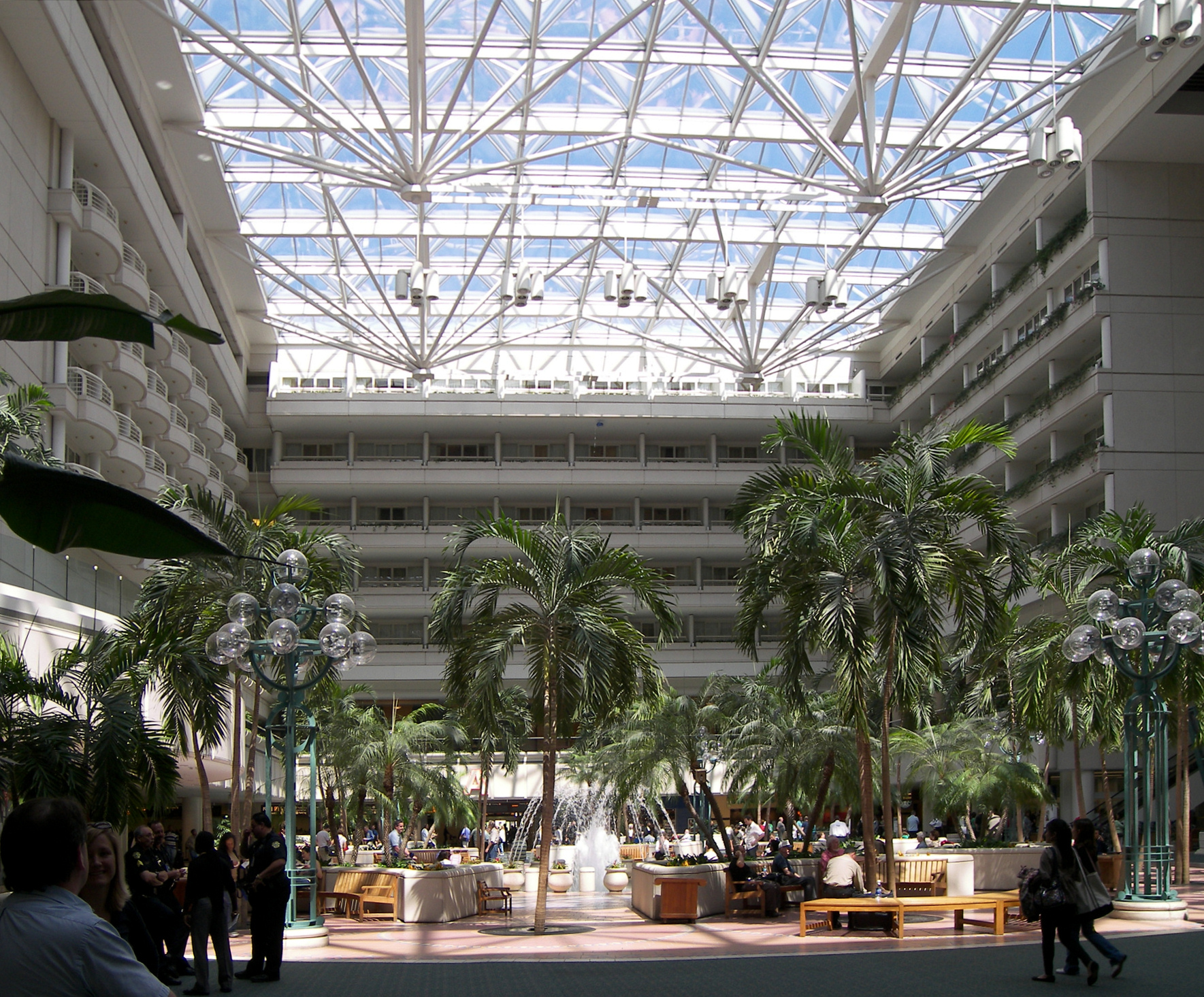
Вид с другого ракурса на отель в здании аэропорта

Международный аэропорт Орландо является площадкой для аварийной посадки космических челноков Шаттл. Находящиеся в западной части аэропорта взлётно-посадочные полосы 18L/36R и 18R/36L специально строились под бомбардировщики B-52 Stratofortress и, благодаря своей близости к Космическому центру Кеннеди Национального управления США по аэронавтике и исследованию космического пространства, являются очевидным и удобным выбором для посадочных полос аварийной посадки челноков.
Авиакомпания Eastern Air Lines использовала Международный аэропорт Орландо в качестве своего главного хаба с начала 1970-х по начало 1980-х годов. После её реорганизации и поглощения другая магистральная авиакомпания Delta Air Lines первое время также использовала аэропорт в качестве своего хаба, однако позднее вывела из него практически все рейсы на больших самолётах, сосредоточив в аэропорту маршруты региональных авиакомпаний под собственной торговой маркой (брендом) Delta Connection — в основном Atlantic Southeast Airlines, Comair и Chautauqua Airlines. 30 сентября 2008 года все маршруты региональных авиакомпаний под брендом Delta Connection из Международного аэропорта Орландо были прекращены.
Прошедший 13 августа 2004 года ураган Чарли не нанёс особого вреда зданиям аэропорта, причинив повреждения в основном в виде разбитых стёкол. Данный незначительный ущерб не повлиял на целостность инфраструктуры аэропорта и его работа была возобновлена сразу же после улучшения погодных метеоусловий.
22 февраля 2005 года Международный аэропорт Орландо стал первым аэропортом штата Флорида, в котором были введены в действие системы автоматического сбора пошлины E-Pass и SunPass за парковку автомобилей на территории аэровокзального комплекса. Данные системы позволяют водителям автомашин въезжать на стоянку и выезжать с неё без остановок для получения (сдачи) кассовых чеков или оплаты за парковку. E-Pass и SunPass используются для автоматического сбора платежей на обеих платных автомагистралях, обслуживающих аэропорт — SR 528 (Beachline Expressway) и SR 417 (Central Florida GreeneWay).
В октябре 2006 года Международный аэропорт Орландо запустил систему Cell Phone Parking, позволяющую водителям автомашин, находящихся на автостоянке аэропорта, во время ожидания прибытия пассажиров пользоваться со своих мобильных телефонов услугами бесплатного Hotspot (Wi-Fi), включающих в себя доступ в сеть Интернет, работу с электронной почтой и отслеживание статуса ожидаемого рейса. Примерно в это же время аэропорт анонсировал новый сервис «Express Pickup», доступный только для пользователей систем автоматического сбора платежей E-Pass и SunPass и позволяющий водителям парковать свои автомашины на временных стоянках в непосредственной близости от выходов из зоны получения багажа в секторе прибытия пассажиров.
В конце 2007 года немецкая авиакомпания Люфтганза открыла новый регулярный маршрут из Международного аэропорта Орландо во Франкфурт, что было отмечено руководством аэропорта как «крупный прорыв в области международных перевозок аэропорта».
Главный хаб авиакомпании Люфтганза — Международный аэропорт Франкфурта является одним крупнейших аэропортов Европы и обслуживает рейсы в большинство основных аэропортов Европы и всего восточного полушария.
19 марта 2008 года авиакомпания JetBlue объявила о выборе Орландо в качестве одного из основных пунктов назначения в собственной маршрутной сети авиаперевозок. С этого момента Международный аэропорт Орландо работает как один из ключевых аэропортов на международных направлениях в страны Карибского бассейна, Мексики, Южной Америки и аэропорты Международный аэропорт Канкун, Международный аэропорт Мехико, Международный аэропорт Эльдорадо в Боготе, Колумбия и Международный аэропорт Лас-Америкас в Санто-Доминго, Доминиканская Республика.

## Операционная деятельность
Первоначальное здание пассажирского терминала, переоборудованное из военного ангара, не имело достаточных мощностей для обслуживания пассажирского потока. После его закрытия в 1981 году терминал сменил несколько владельцев-арендаторов, последним из которых была авиакомпания United Parcel Service. В итоге здание терминала было ликвидировано в мае 2006 года.
Международный аэропорт Орландо имеет в своём составе четыре больших здания пассажирских терминалов, связанных наземной монорельсовой дорогой с четырьмя соответствующими терминалами выхода на посадку («Эйрсайды»). Здание основного терминала состоит из двух терминалов A (северная часть) и B (южная часть), в которых находятся зоны регистрации билетов и оформления багажа. Терминалы выхода на посадку и прибытия пассажиров (эйрсайды) 1 и 2 используют багажные карусели терминала A, эйрсайды 3 и 4 — багажные карусели терминала B.
Эйрсайд 4 является главным транзитным узлом для обслуживания международных рейсов, некоторое число регулярных международных рейсов обрабатывается также в эйрсайде 1. В обеих зонах прибытия работают службы иммиграционного и таможенного контроля, после прохождения которых прибывшие пассажиры переходят в здание главного пассажирского терминала, пешком или с использованием эскалаторов и движущихся платформ.
В настоящее время авиакомпания Virgin Atlantic — единственный перевозчик в Международном аэропорту Орландо, эксплуатирующий самолёты Boeing 747. Компания выполняет несколько ежедневных регулярных рейсов из Орландо в Великобританию, конкурируя на данных маршрутах с британской авиакомпанией British Airways, которая выполняет до десяти рейсов в неделю в лондонский аэропорт Гатвик на самолётах Boeing 777.
Немецкая авиакомпания Lufthansa открыла регулярные маршруты во Франкфурт 30 октября 2007 года, впервые связав беспосадочным рейсом Международный аэропорт Орландо с одним из узловых аэропортов континентальной Европы. В данный момент Люфтганза выполняет до шести рейсов в неделю между Орландо и Франкфуртом на самолётах Airbus A330, с октября 2008 года на том же маршруте авиакомпания использует и большие лайнеры Airbus A340-600. С марта 2009 года в связи со снижением объёмов пассажирских авиаперевозок во всём мире рейс Орландо-Франкфурт снова переведён на обслуживание меньшими самолётами Airbus A330, а частота полётов снижена до пяти рейсов в неделю.

## статистика
Данные из запроса в Викиданные.

## Терминалы и авиакомпании

### Терминал 1 (Эйрсайд 1)

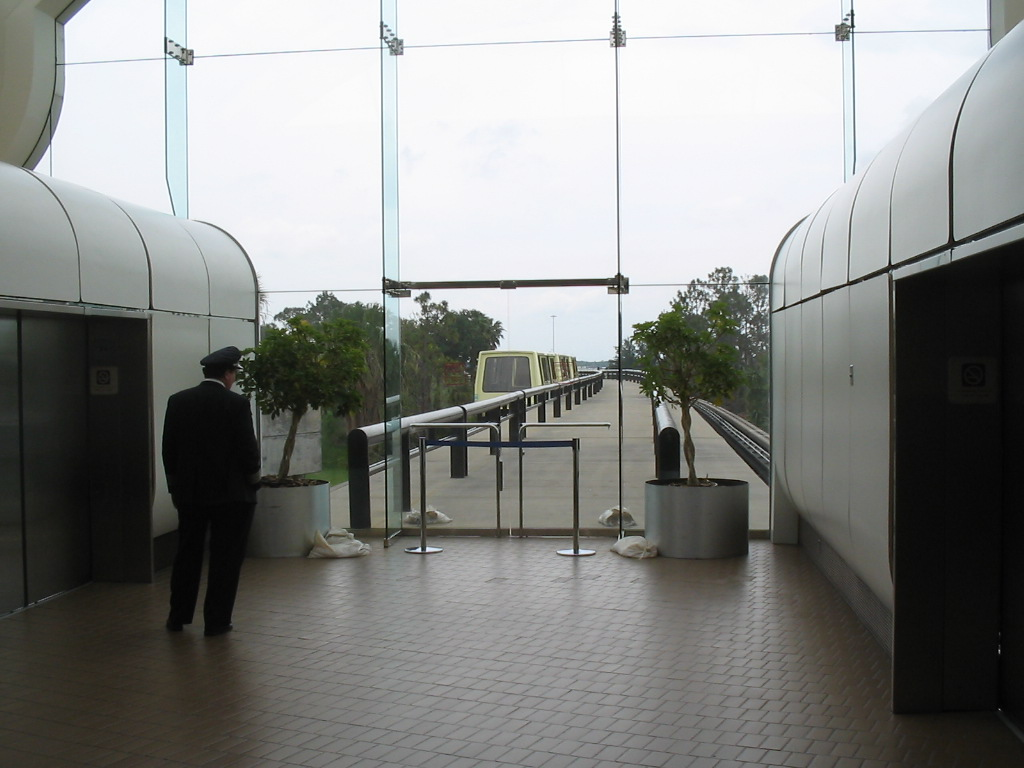
Остановка монорельсовой дороги

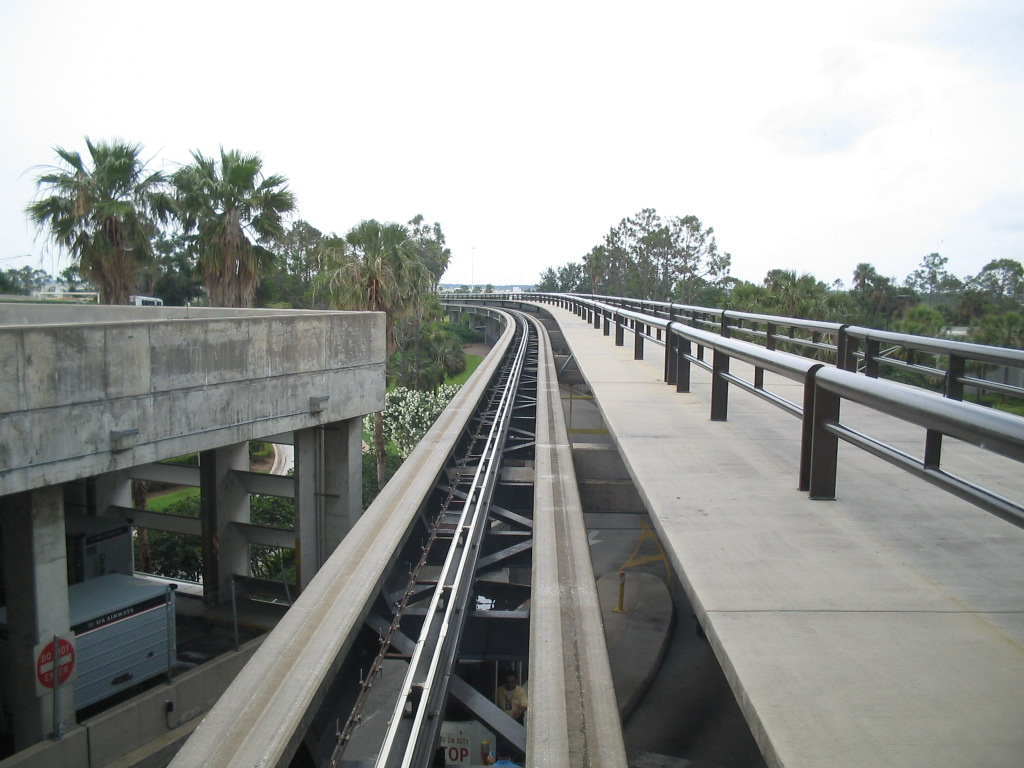
Инфраструктура монорельсовой дороги

Эйрсайд 1 содержит 27 выходов на посадку (гейтов) с номерами 1-17 и 20-28.

### Терминал 2 (Эйрсайд 2)

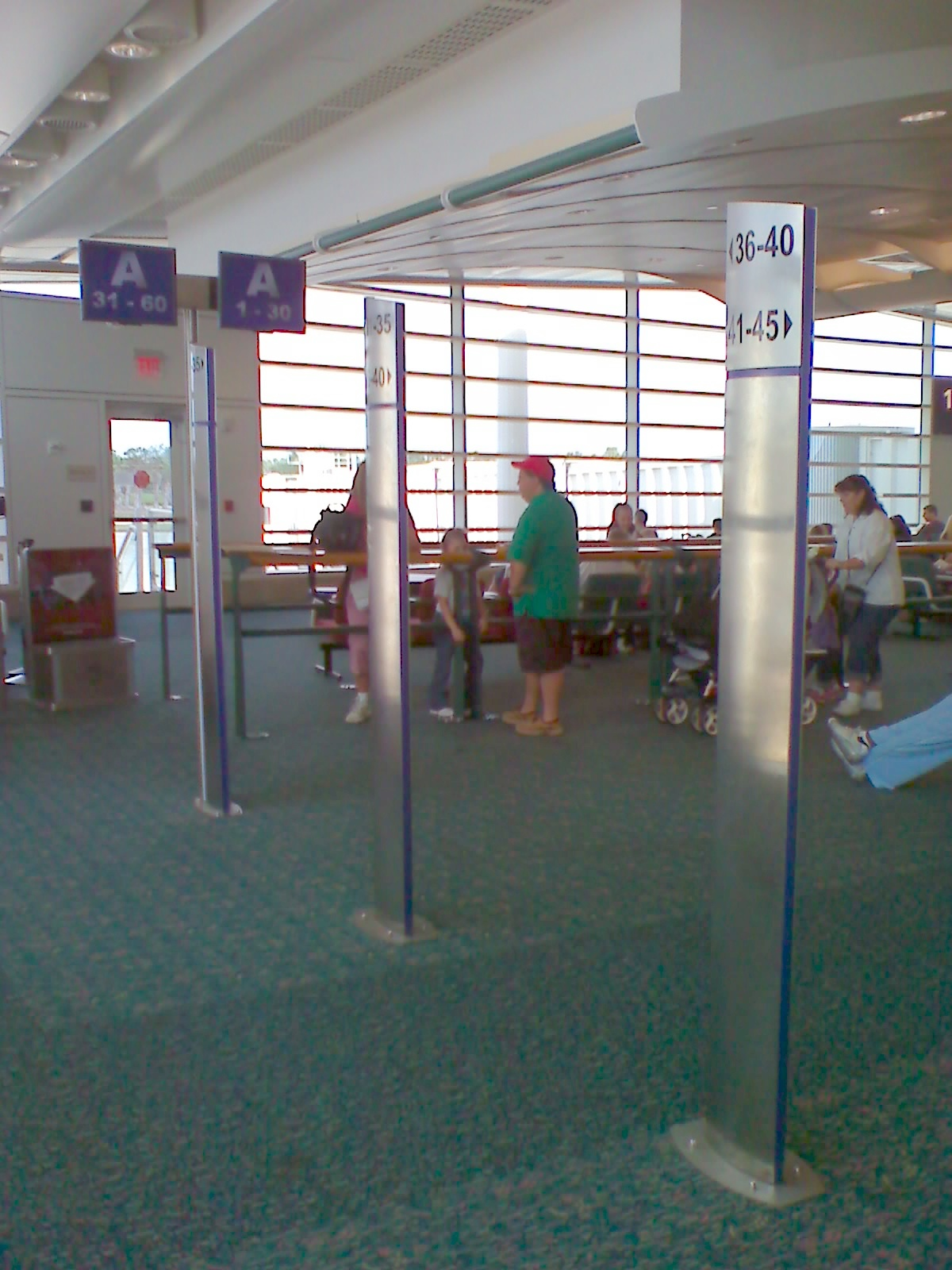
Зона отправления авиакомпании Southwest Airlines, Эйрсайд 2

Эйрсайд 2 содержит 16 гейтов с номерами 101—106, 110—112 и 120—126.
Прибытие международных рейсов авиакомпании JetBlue Airways обслуживается в здании Эйрсайда 4.

### Терминал 3 (Эйрсайд 3)
Эйрсайд 3 содержит 29 гейтов с номерами 30-48 и 50-59.

### Терминал 4 (Эйрсайд 4)
Эйрсайд 4 содержит 26 гейтов с номерами 60, 70-78, 80-87 и 90-97.
Авиакомпания Northwest Airlines в настоящее время обслуживается на гейтах авиакомпании Delta Air Lines.

## Залы авиакомпаний
В Международном аэропорту Орландо работают два зала повышенной комфортности для пассажиров-членов привилегированных программ:
- Sky Club авиакомпании Delta Air Lines — расположен в центре здания Эйрсайда 4;
- Red Carpet Club авиакомпании United Airlines — расположен рядом с гейтом 43, Эйрсайд 3.